# Fauquembergues
 Fauquembergues  es una población y comuna francesa, situada en la región de Norte-Paso de Calais, departamento de Paso de Calais, en el distrito de Saint-Omer y cantón de Fauquembergues.

## Demografía
| 882 | 942 | 901 | 884 | 845 | 856 |
| Para los censos de 1962 a 1999 la población legal corresponde a la población sin duplicidades (Fuente: INSEE [Consultar]) |     |     |     |     |     |